# Districtul Salah Bey
Salah Bey este un district din provincia Sétif, Algeria.